# Saint-Germain-Lembron
Pour les articles homonymes, voir Saint-Germain.
Saint-Germain-Lembron est une commune française, située dans le département du Puy-de-Dôme en région Auvergne-Rhône-Alpes.
Ses habitants sont appelés les Saint-Germinois.

## Géographie
Le village de Saint-Germain-Lembron est situé dans une cuvette alluvionnaire traversée par plusieurs rivières : la Couze d'Ardes, le Ouïdari, le Couzillou et le Lembronnet. C'est de ce dernier qu'est issu le suffixe Lembron ajouté au nom de Saint-Germain (à l'époque carolingienne, la vicairie d'Embron était une circonscription administrative qui correspondait au bassin d'Antoingt d'aujourd'hui ; on peut situer le terroir d'Embron près de la butte du Pentier).
Le cœur du village est situé aux abords de l'autoroute A75 à proximité de la rivière Couze d'Ardes qui se jette dans l'Allier à quelque deux kilomètres en aval sur le territoire de la commune voisine du Breuil-sur-Couze.
| Gignat    | Le Broc               | Le Breuil-sur-Couze            |
| Chalus    | Saint-Germain-Lembron | Beaulieu Charbonnier-les-Mines |
| Collanges | Vichel                | Moriat                         |

### Climat
Pour des articles plus généraux, voir Climat d'Auvergne-Rhône-Alpes et Climat du Puy-de-Dôme.
En 2010, le climat de la commune est de type climat océanique dégradé des plaines du Centre et du Nord, selon une étude du Centre national de la recherche scientifique s'appuyant sur une série de données couvrant la période 1971-2000. En 2020, Météo-France publie une typologie des climats de la France métropolitaine dans laquelle la commune est exposée à un climat de montagne ou de marges de montagne et est dans la région climatique  Nord-est du Massif Central, caractérisée par une pluviométrie annuelle de 800 à 1 200 mm, bien répartie dans l’année. 
Pour la période 1971-2000, la température annuelle moyenne est de 11,1 °C, avec une amplitude thermique annuelle de 16,2 °C. Le cumul annuel moyen de précipitations est de 534 mm, avec 6,7 jours de précipitations en janvier et 6,3 jours en juillet. Pour la période 1991-2020, la température moyenne annuelle observée sur la station météorologique de Météo-France la plus proche, « Issoire », sur la commune d'Issoire à 10 km à vol d'oiseau, est de 12,0 °C et le cumul annuel moyen de précipitations est de 610,7 mm,. Pour l'avenir, les paramètres climatiques de la commune estimés pour 2050 selon différents scénarios d'émission de gaz à effet de serre sont consultables sur un site dédié publié par Météo-France en novembre 2022.

## Urbanisme

### Typologie
Au 1er janvier 2024, Saint-Germain-Lembron est catégorisée bourg rural, selon la nouvelle grille communale de densité à sept niveaux définie par l'Insee en 2022.
Elle est située hors unité urbaine. Par ailleurs la commune fait partie de l'aire d'attraction d'Issoire, dont elle est une commune de la couronne,. Cette aire, qui regroupe 53 communes, est catégorisée dans les aires de moins de 50 000 habitants,.

### Occupation des sols
L'occupation des sols de la commune, telle qu'elle ressort de la base de données européenne d’occupation biophysique des sols Corine Land Cover (CLC), est marquée par l'importance des territoires agricoles (83,8 % en 2018), en diminution par rapport à 1990 (89 %). La répartition détaillée en 2018 est la suivante : 
terres arables (74,3 %), zones urbanisées (10,1 %), prairies (7,5 %), milieux à végétation arbustive et/ou herbacée (3,2 %), forêts (2,9 %), zones agricoles hétérogènes (2 %). L'évolution de l’occupation des sols de la commune et de ses infrastructures peut être observée sur les différentes représentations cartographiques du territoire : la carte de Cassini (XVIIIe siècle), la carte d'état-major (1820-1866) et les cartes ou photos aériennes de l'IGN pour la période actuelle (1950 à aujourd'hui).

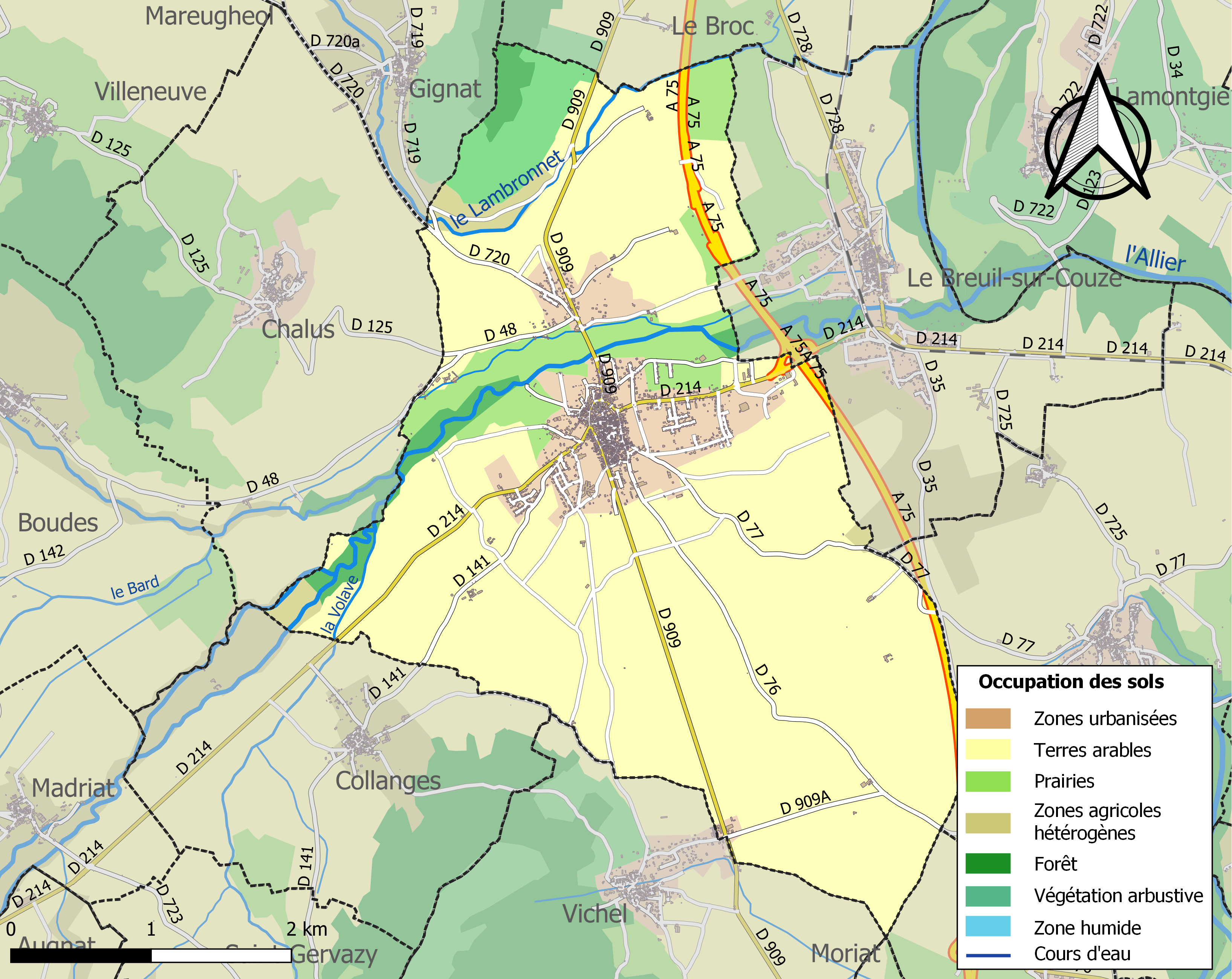
Carte des infrastructures et de l'occupation des sols de la commune en 2018 (CLC).

## Histoire
Liziniat - St Germain est un domaine nommé Liciniacus, d’après le nom de son  propriétaire, un aristocrate gaulois client des Licinius, ayant romanisé son nom.
Les Licinius sont une famille républicaine  romaine de premier rang. Publius Licinius Crassus, est le fils de Marcus Licinius Crassus, membre du premier triumvirat, « l'homme le plus riche de Rome »
Située sur la grand voie gallo romaine nord-sud, Liciniacus donne naissance à un vicus (centre administratif, commercial, religieux…).
En 962, l'évêque de Clermont Etienne II fait don au chapitre de Brioude de Liciniacus et de toutes ses dépendances, avec ses trois églises, dédiées respectivement à saint Germain, à saint Jean Baptiste et à saint Clément ; il y établit un chapitre de douze chanoines dépendant de celui de Saint Julien de Brioude.
Les chanoines mettent en place une nouvelle enceinte ovale avec palissade et fossé et un château à motte artificielle.
C'est ainsi que le vicus de Liziniat devient le bourg de saint Germain.
À partir du XIVe siècle, Saint-Germain-Lembron compte au nombre des treize bonnes villes de Basse-Auvergne.
Les Hospitaliers de la commanderie de Montchamp percevaient des rentes sur Saint-Germain-Lembron héritées de l'époque des Templiers lorsque ceux-ci y avaient des biens dépendant de leur commanderie du chambon. Ils étaient également installés au sud-ouest de la commune au lieu-dit Sainte-Anne qui était un membre de leur commanderie de Chanonat.
Au cours de la période révolutionnaire de la Convention nationale (1792-1795), la commune a porté le nom de Liziniac-Lembron.

## Politique et administration

### Liste des maires
| Période                                  | Période                        | Identité              | Étiquette | Qualité              |
| ---------------------------------------- | ------------------------------ | --------------------- | --------- | -------------------- |
| Les données manquantes sont à compléter. |                                |                       |           |                      |
| mars 2001                                | mars 2008                      | Anne-Marie Stebernjak |           |                      |
| mars 2008                                | mars 2014                      | René Roux             |           |                      |
| mars 2014 (réélue en 2020)               | En cours (au 8 septembre 2020) | Graziella Brunetti,   | PG        | Juriste territoriale |

### Jumelages
Il n'existe pas de jumelage pour la commune de Saint-Germain-Lembron.

## Population et société

### Démographie

#### Évolution démographique
L'évolution du nombre d'habitants est connue à travers les recensements de la population effectués dans la commune depuis 1793. Pour les communes de moins de 10 000 habitants, une enquête de recensement portant sur toute la population est réalisée tous les cinq ans, les populations de référence des années intermédiaires étant quant à elles estimées par interpolation ou extrapolation. Pour la commune, le premier recensement exhaustif entrant dans le cadre du nouveau dispositif a été réalisé en 2007.

En 2022, la commune comptait 2 020 habitants, en évolution de +3,22 % par rapport à 2016 (Puy-de-Dôme : +2,1 %, France hors Mayotte : +2,11 %).
| 1793  | 1800  | 1806  | 1821  | 1831  | 1836  | 1841  | 1846  | 1851  |
| ----- | ----- | ----- | ----- | ----- | ----- | ----- | ----- | ----- |
| 1 614 | 1 706 | 2 213 | 1 846 | 1 983 | 2 031 | 2 135 | 2 181 | 2 295 |

| 1856  | 1861  | 1866  | 1872  | 1876  | 1881  | 1886  | 1891  | 1896  |
| ----- | ----- | ----- | ----- | ----- | ----- | ----- | ----- | ----- |
| 2 245 | 2 217 | 2 247 | 2 217 | 2 098 | 2 097 | 2 274 | 2 181 | 2 174 |

| 1901  | 1906  | 1911  | 1921  | 1926  | 1931  | 1936  | 1946  | 1954  |
| ----- | ----- | ----- | ----- | ----- | ----- | ----- | ----- | ----- |
| 2 029 | 1 870 | 1 741 | 1 435 | 1 358 | 1 301 | 1 423 | 1 402 | 1 476 |

| 1962  | 1968  | 1975  | 1982  | 1990  | 1999  | 2006  | 2007  | 2012  |
| ----- | ----- | ----- | ----- | ----- | ----- | ----- | ----- | ----- |
| 1 641 | 1 720 | 1 661 | 1 646 | 1 671 | 1 623 | 1 719 | 1 730 | 1 881 |

| 2017  | 2022  | - | - | - | - | - | - | - |
| ----- | ----- | - | - | - | - | - | - | - |
| 1 980 | 2 020 | - | - | - | - | - | - | - |

#### Pyramide des âges
En 2018, le taux de personnes d'un âge inférieur à 30 ans s'élève à 30,8 %, soit en dessous de la moyenne départementale (34,2 %). À l'inverse, le taux de personnes d'âge supérieur à 60 ans est de 29,7 % la même année, alors qu'il est de 27,9 % au niveau départemental.
En 2018, la commune comptait 951 hommes pour 1 044 femmes, soit un taux de 52,33 % de femmes, légèrement supérieur au taux départemental (51,59 %).
Les pyramides des âges de la commune et du département s'établissent comme suit.
| Hommes | Classe d’âge | Femmes |
| ------ | ------------ | ------ |
| 0,7    | 90 ou +      | 3,2    |
| 8,4    | 75-89 ans    | 10,8   |
| 20,1   | 60-74 ans    | 16,3   |
| 22,5   | 45-59 ans    | 20,6   |
| 18,2   | 30-44 ans    | 17,8   |
| 14,6   | 15-29 ans    | 12,8   |
| 15,5   | 0-14 ans     | 18,6   |

| Hommes | Classe d’âge | Femmes |
| ------ | ------------ | ------ |
| 0,7    | 90 ou +      | 2,1    |
| 7,4    | 75-89 ans    | 10,2   |
| 17,7   | 60-74 ans    | 18,6   |
| 20,2   | 45-59 ans    | 19,2   |
| 18,4   | 30-44 ans    | 17,4   |
| 18,6   | 15-29 ans    | 17,2   |
| 17     | 0-14 ans     | 15,3   |

### Sports et loisirs
Associations et clubs sportifs de la commune :
- Le Karaté Club (KCVA) de Saint-Germain-Lembron.
- Le club du Lembron Volley Ball (club évoluant en UFOLEP).
- Le Judo Club de Saint-Germain-Lembron.
- Le club de football de Saint-Germain-Lembron en entente avec le club d'Ardes-sur-Couze.
- La Licorne, Saint-Germain-Lembron, association de programmation art contemporain, de loisirs partagés, de découverte du patrimoine et de l'environnement, de professionnalisation des assistantes maternelles.
- L'APE du Lembron, association des parents d'élèves des écoles de Saint-Germain-Lembron
- Le Club Lembronnais de Gymnastique
- ASPAL (Association pour la Sauvegarde et l'Avenir du Lembron) propose des conférences, des balades et des publications sur l'histoire et le patrimoine du Lembron et de l'Auvergne ; organise la Semaine Musicale du Lembron au Château de Villeneuve et dans les sites patrimoniaux du Lembron depuis 1991.

## Culture locale et patrimoine

### Personnalités liées à la commune
- Gilbert Sicard (1849-...), avocat et homme politique né à Saint-Germain-Lembron.
- Victor Auzat (1865-1939), entomologiste (histéridologue)[26] né à Saint-Germain-Lembron.
- Pierre-François Fournier (1855-1986), historien et archiviste né et décédé à Saint-Germain-Lembron.
- Marijac (1908-1994), dessinateur, scénariste et éditeur de bande dessinée français, possédait une maison sur le territoire de la commune. Il y recueillit le dessinateur belge Hergé durant l'Exode de 1940[27].